# Somiedo
Somiedo (Somiedu en asturien) est une commune (concejo aux Asturies) située dans la communauté autonome des Asturies en Espagne.
Elle est bordée au nord par Belmonte de Miranda, à l'est par Teverga, à l'ouest par Tineo et Cangas del Narcea et au sud par les municipalités de Villablino, Cabrillanes et San Emiliano, toutes trois situées dans la province voisine de León.
C'est la deuxième municipalité avec la plus faible densité de population. L'ensemble de la commune fait partie du parc naturel de Somiedo, déclaré réserve de la biosphère. 
La municipalité a été proposée en 2007 pour une inscription au patrimoine mondial et figure sur la « liste indicative » de l’UNESCO dans les catégories patrimoine culturel et naturel.

## Géographie
D'un point de vue géographique, le territoire est situé dans une unité connue sous le nom de "manteau de Somiedo", dans lequel est représentée toute la série stratigraphique du Paléozoïque asturien, depuis l'ardoise, le grès, le quartzite jusqu'à la pierre calcaire. L'inégalité lithologique est à l'origine d'un relief différentiel qui a modifié le réseau hydrographique actuel se frayant un chemin à travers les niveaux durs en creusant plusieurs gorges le long de son parcours. 
La topographie est l'une des plus accidentées de la principauté des Asturies, avec des hauteurs importantes, des élévations et des dépressions fréquentes en surface. Les chaînes de montagnes partent de la cordillère Cantabrique dans le sens sud-nord. Dans cette chaîne de montagnes, les sommets de Cornón (2 194 m) et de Peña Orniz (2 190 m) se distinguent.
Le climat est de type océanique, avec une abondance de brouillard, d'humidité et de précipitations. L'altitude moyenne élevée de la commune lui confère certaines caractéristiques continentales, et l'on peut dire qu'elle se trouve dans une zone de transition entre le climat tempéré des Asturies et le climat continental du plateau. Une caractéristique importante de Somiedo est la permanence de la neige pendant la majeure partie de la saison hivernale.

### Paroisses
La commune de Somiedo est composée de 15 paroisses civiles :
- Aguino
- Clavillas
- Corés
- El Coto
- El Puerto
- Éndriga
- Gúa
- La Riera
- Las Morteras
- Pigüeña
- Pigüeces
- Pola de Somiedo (la capitale)
- Valle del Lago
- Veigas
- Villar de Vildas

## Histoire
Les spécialistes supposent une colonisation dès le Néolithique, mais elle n'est attestée qu'à l'âge du bronze. Près des villages de Trascastro et Pola, des vestiges de châteaux forts ont été trouvés, ce qui indique une occupation continue. Près des villages de Gúa et El Coto, plusieurs deniers datant du 1er siècle avant J.-C. ont été découverts, ce qui prouve l'activité commerciale intense des habitants.
Durant l'occupation romaine, le réseau des chemins a été considérablement développé et protégé par des forts situés à des endroits exposés. Nombre de ces chemins revêtaient encore une importance militaire décisive pendant la Reconquista.
Au milieu du XIIe siècle, le roi Ferdinand II et son épouse Urraque ont fondé un monastère pour l'ordre cistercien encore jeune ; près du village de Gúa, un autre monastère et plusieurs églises y furent rattachés. 
À la fin du XIIIe siècle, le monastère de Belmonte, située à proximité, exerça une énorme pression économique sur le monastère, si bien que le roi Alphonse X accorda à la localité le droit de ville et de marché. En 1277, plusieurs localités furent rattachées à la ville, qui devint ainsi une commune.
En 1810, pendant la guerre d'indépendance espagnole, la commune fut la zone de déploiement et de repli des troupes asturiennes contre l'avancée de l'armée française. Grâce à sa position stratégique, la commune a également été une zone fortement défendue à plusieurs reprises pendant les guerres carlistes et la guerre civile espagnole.

## Patrimoine
- L'église de San Pedro de la Riera, du XVIIIe siècle, avec une nef en forme de croix latine, avec une voûte en berceau surmontée d'un clocher ;
- L'église paroissiale de San Pedro à Pola de Somiedo, du XVIIIe siècle ;
- L'église San Salvador à Éndriga du XVIIe siècle ;
- Le palais de Flórez de Estrada, avec une tour cubique de la fin du XVIe siècle ;
- Le palais de la famille Caunedo, construit sur l'emplacement d'un bâtiment du XVe siècle ;
- Le palais du comte de Torata, datant de la fin du XIXe siècle ;
- Les constructions à teito (toit végétal), d'architecture populaire autochtone ;
- Le parc naturel de Somiedo et sa réserve de biosphère.

## Personnalité liée à la commune
- Ana Cano (1950-), philologue et professeure d’université espagnole, est née à Villarin, paroisse de Veigas.

## Galerie

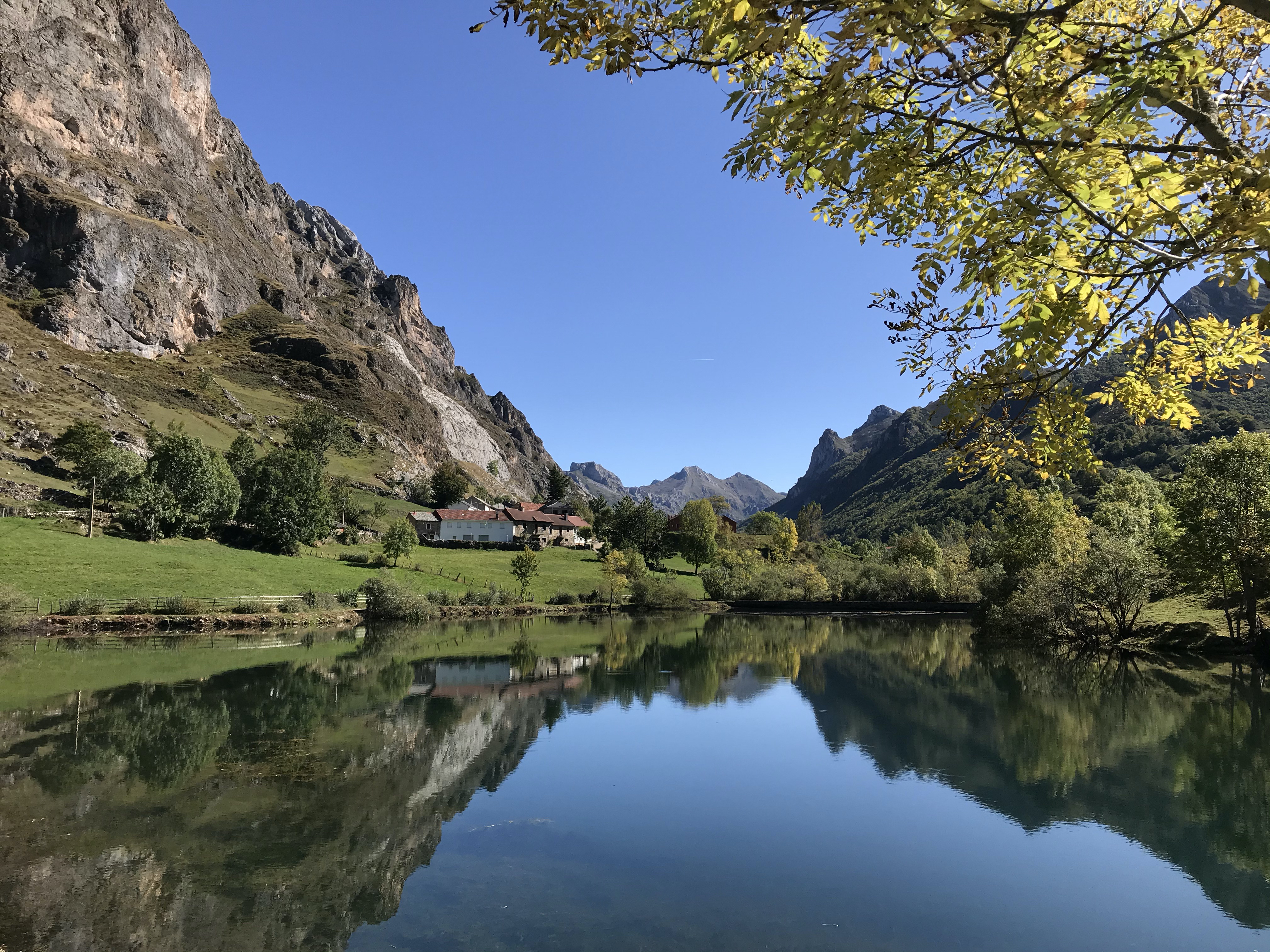
Valle del Lago.
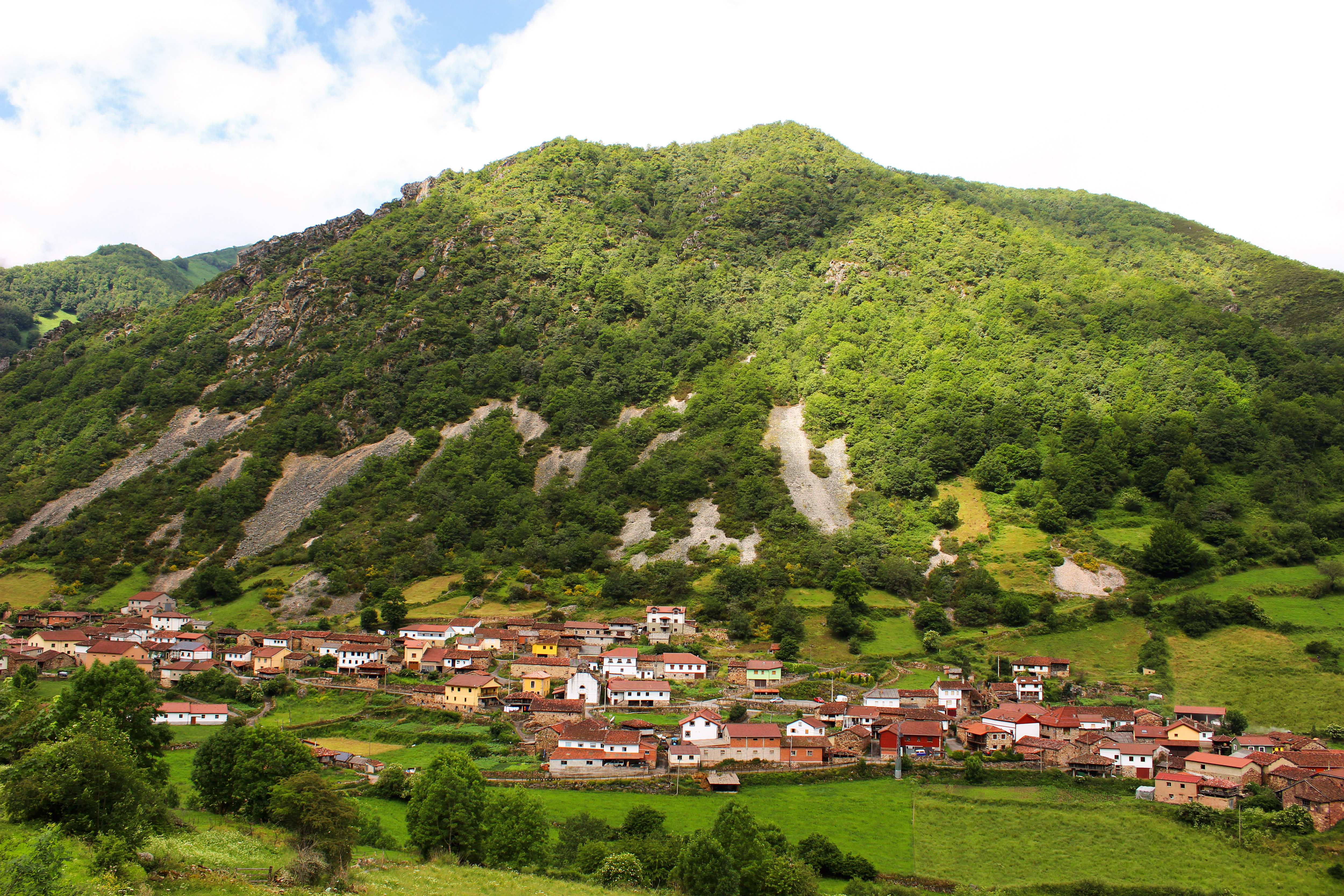
Villar de Vildas.
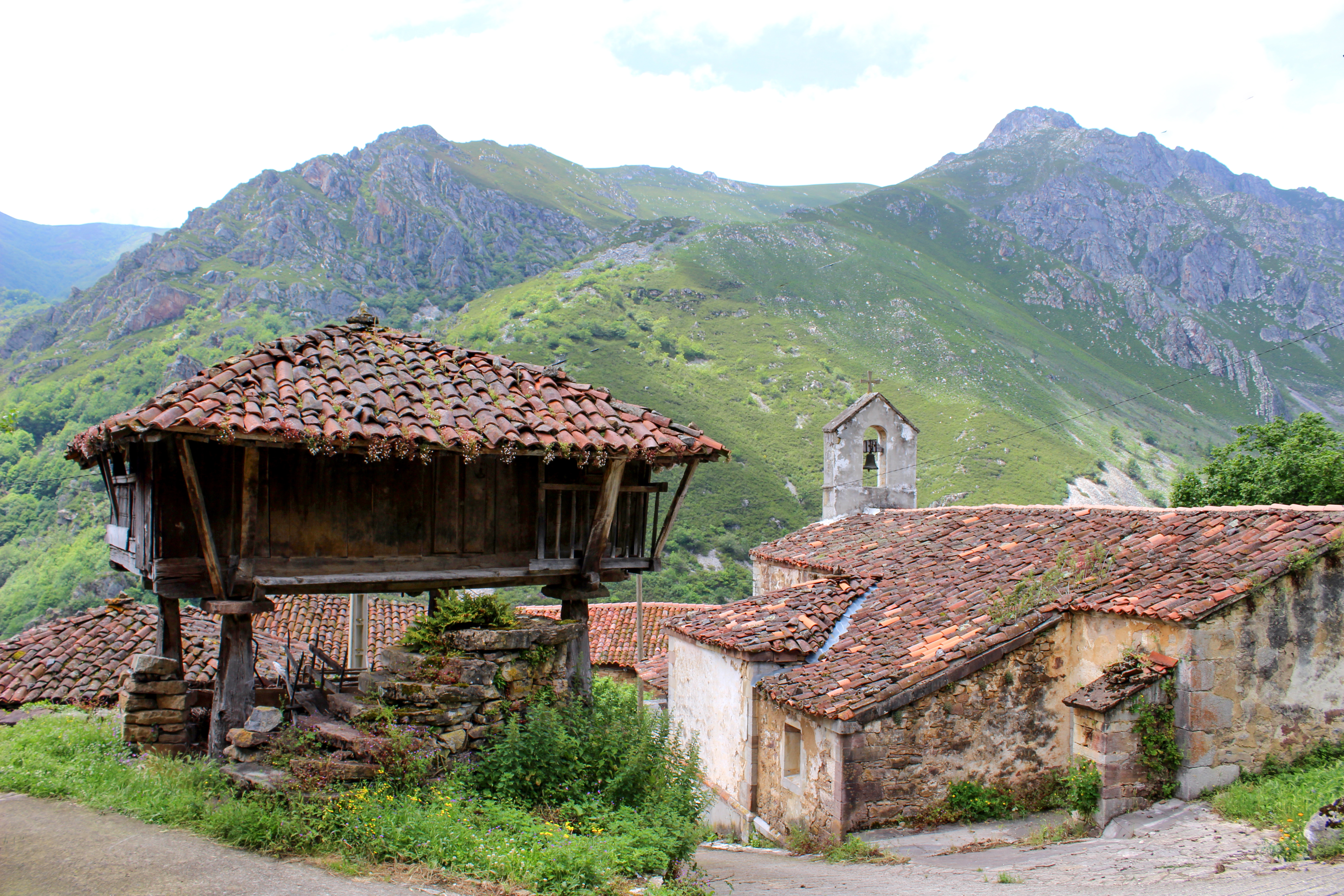
Un hórreo (grenier surélevé) à Pigüeña.
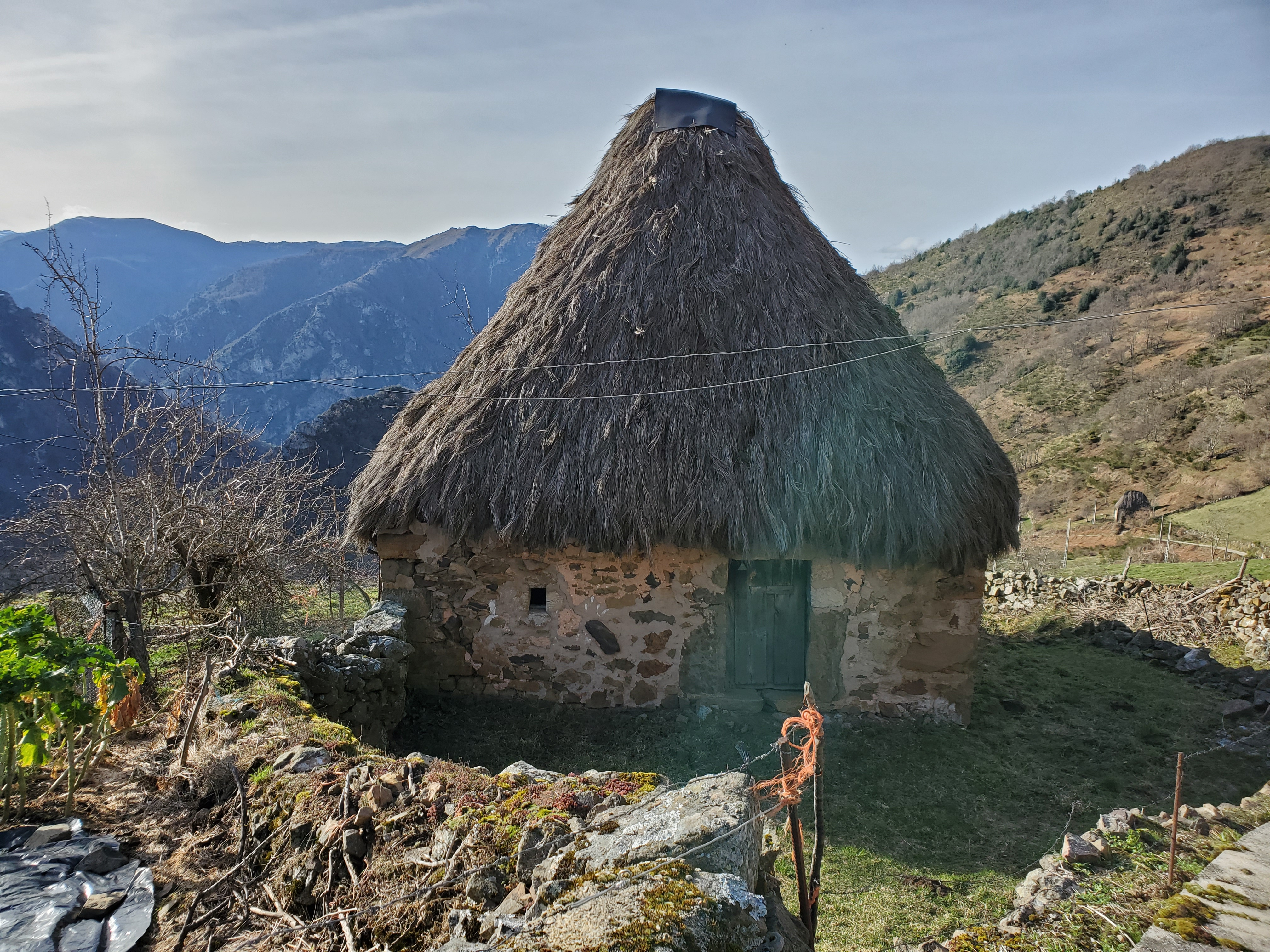
Cabane à teito (toit végétal), pâturage saisonnier (braña) de La Falguera, accessible depuis Veigas.
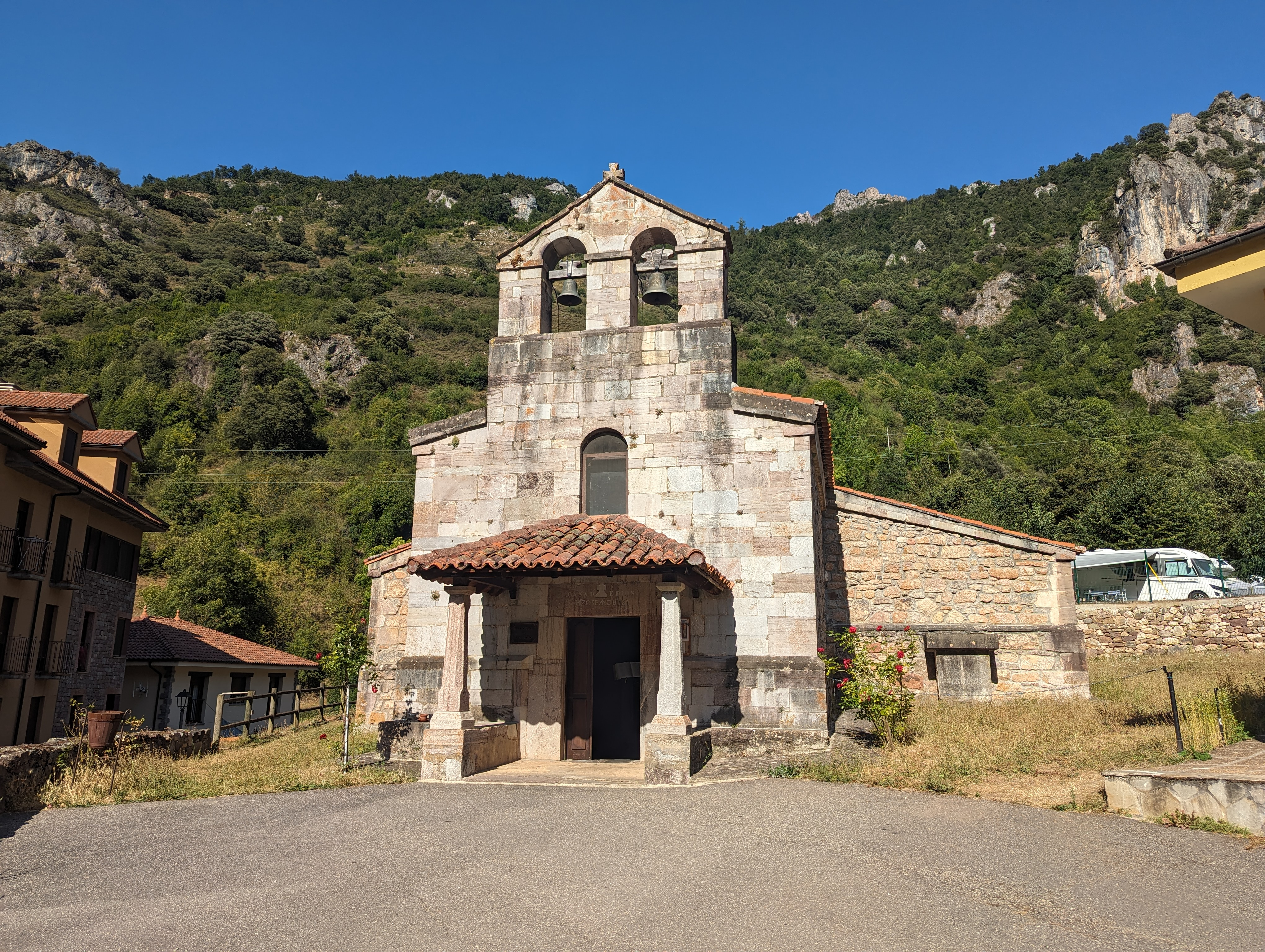
L'église de San Pedro, Pola de Somiedo.